# Philippe Berthelot
Philippe Berthelot (Sèvres, 1866. október 9. – Párizs, 1934. november 22.) francia diplomata. Hosszú pályafutása során jelentős befolyásra tett szert és a francia külpolitika egyik meghatározó alakja volt. Különösen aktív szerepet játszott az első világháború során és az azt követő időszakban Aristide Briand kormányzása alatt. Előbb részt vett a versailles-i békekonferencián, majd jelentős szerepet játszott a trianoni békeszerződés feltételeinek magyar szemmel rendkívül kedvezőtlen kialakításában is. 

Ennek során több alkalommal tett magyarellenes kijelentéseket, mivel jó kapcsolatot ápolt Edvard Beneš cseh politikussal. Az első világháborút követő időszakban is – 1932-es visszavonulásáig – komoly szerepet játszott a francia külpolitika alakításában.

## Élete
Philippe Berthelot 1866. október 9-én született Sèvres-ben, Marcellin Berthelot híres francia vegyész fiaként. Gyermekkora és neveltetése során számos kiemelkedő irodalmi és tudományos személyiséggel ismerkedett meg. 1889-ben diplomáciai pályára lépett. 1902-től 1904-ig Kínában szolgált, a francia külügyminisztérium alkalmazásában. Az első világháború kitörésekor, a balkáni tárgyalások során a szövetségesek közötti összekötő szerepét töltötte be. 

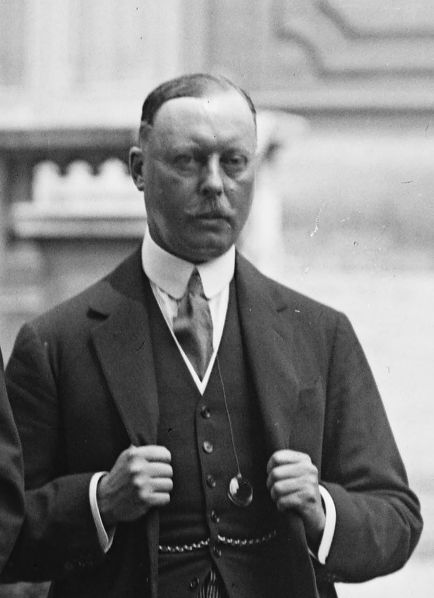
1921-ben

A háború befejezése után részt vett a versailles-i békekonferencián. Ő állította össze a javaslatot is a francia követelések tekintetében. Ezt Georges Clemenceau előbb abszurdnak tartotta, de 1918 végén mégis ennek az enyhén módosított változatát tárták a brit és az amerikai vezetés elé. 1919 márciusában és áprilisában Clemenceau továbbra is ezt az irányvonalat követte. Ez a katonai és gazdasági retorziók mellett jelentős területi veszteségeket követelt, és számos esetben megtagadta a németektől a népek önrendelkezési jogát is. A francia elképzelésekben többek között szó volt a Rajna-vidék demilitarizálásáról, Elzász-Lotaringia és a Saar-vidék Franciaország részére történő átadásáról, valamint egy erős, németellenes Lengyelország létrehozásáról. Berthelot később Szíria miatt összetűzésbe került Clemenceau-val, akit angolbarátsággal és a francia gyarmati érdekek elárulásával vádolt. 1919-ben kinevezték a politikai és kereskedelmi ügyek igazgatójává, valamint állami tanácsadóvá, ami a minisztériumon belül az egyik legmagasabb beosztás volt. Ebben a tisztségben aktív tevékenységet fejtett ki a trianoni békeszerződés magyar szemmel rendkívül kedvezőtlen feltételeinek kialakításában is.
1919. november 25-én az antant képviseletében Magyarországon tartózkodó George Russell Clerk a békekonferencia nevében elismerte az egy nappal korábban megalakult Huszár-kormányt, majd visszautazott Párizsba. November végi és december eleji jelentéseiben közölte, hogy kedvező benyomást szerzett a magyarokról és Apponyi Albertről is, aki valószínűleg a magyar békedelegáció vezetője lesz. Berthelot erre a következő, részben túlzó, részben rosszindulatú megjegyzéseket tette:
 (Apponyi) mindig is dühödt németbarát és a kis nemzetiségek elnyomásának meggyőződéses híve volt. (Philippe Berthelot véleménye Apponyi Albertről)
Véleményét a francia Georges Clemenceau, az amerikai Frank Lyon Polk és a brit Crowe is osztotta, az olasz Giacomo de Martino ellenében. Ez végül nem befolyásolta Apponyi kinevezését a magyar békedelegáció élére. A magyar küldöttség által előadott szempontok meghallgatása után David Lloyd George brit és Francesco Saverio Nitti olasz miniszterelnökök a magyar észrevételek részrehajlás nélküli kivizsgálását szorgalmazta. Philippe Berthelot, aki jó kapcsolatban állt a cseh Edvard Benešsel, ezt Clemenceau-val együtt elutasította. Véleménye szerint a határkérdési újbóli megvitatása felesleges volt, mivel az „nagyon komoly komplikációkat” eredményezett volna. Nitti és Lloyd George folytatta a vitát és kiemelte, hogy „magyarok tömegei” kerültek idegen fennhatóság alá. Berthelot, aki Millerand távollétében Franciaország képviseletét látta el, az esetleges változtatásokat mereven elutasította. Indoklásai között számos – a nemzetiségi politikusok és angol, illetve francia barátaik által előszeretettel használt – rosszindulatú, hazug állítás is szerepelt. Kiemelte, hogy „a magyarok nem is a terület őslakosai” és „mindig is rendkívül alattomos népnek bizonyultak”. A magyar statisztikákat pedig „hírhedten megbízhatatlanoknak” nevezte. Emellett kiemelte, hogy a magyar szerződés tervezete már amúgyis jóvá lett hagyva.
 Végül is kik a magyarok? Magyarország elnemzetietlenített népekből állt össze. Az ország eredeti lakói az őslakosok, és nem a magyarok. (Philippe Berthelot véleménye a magyarokról)
Kiemelte Beneš „korrekt hozzáállását” is:
 Csehország igényeit nem vették teljes mértékig figyelembe, és Beneš úr eltekintett a követeléseitől, amikor csak lehetett, hogy ne kerüljenek magyarok Csehszlovákiához. (Philippe Berthelot véleménye Beneš „korrektségéről”)
A vita végül azzal zárult, hogy a határkérdéseket a trianoni békeszerződés aláírása előtt ne lehessen újratárgyalni. Berthelot ezt is csak úgy fogadta el, hogy a „szakértők” által kidolgozott alapelveinek „sérthetetlennek kell maradniuk”. 1920. március 18-án Berthelot Londonból jelentést küldött Párizsba. Ebben megállapította, hogy a magyar határok „a francia delegáció elképzeléseinek megfelelően és a cseh, román és szerb szövetségeseink megelégedésére lett megtárgyalva és eldöntve”.
1920 szeptemberében kimondottan rá gondolva hozták létre a főtitkári pozíciót. 1921-ben az Industrial Bank of China-botrány következtében, amelyben befolyással való visszaéléssel gyanúsították – testvére volt a bank igazgatója – lemondott. 1925-ben újra kinevezték főtitkárnak és elkísérte Briand-t Locarnóba, valamint Londonba, ahol a francia-orosz kapcsolatok újrafelvétele érdekében folytatott tárgyalásokat. Ezt követően 1932-ig a minisztérium belső irányítása gyakorlatilag az ő kezébe került. Politikájának a lényege az Egyesült Királysággal való szoros kapcsolattartás és együttműködés, valamint a Németországhoz való közeledés volt. 1932-ben egészségi problémák következtében lemondott. 1934. november 22-én hunyt el Párizsban.